# Чанонго, Харуна
Харуна Чанонго (англ. Haruna Chanongo; род. 14 ноября 1991, Каменный город) — танзанийский футболист, полузащитник клуба «Мтибва Шугар».

## Клубная карьера
Карьеру футболиста начал в 2012 году в клубе «Симба». Сезон 2015/2016 провёл в составе Стенд Юнайтед. В 2016 году присоединился к клубу Мтибва Шугар.

## Карьера за сборную
Дебютировал Чанонго за национальную сборную Танзании 2 июня 2013 года в товарищеском матче против сборной Судана (0:0), заменив Джона Бокко по ходу матча.

## Статистика

### Матчи Чанонго за сборную Танзании
| Матчи Чанонго за сборную Танзании | Матчи Чанонго за сборную Танзании | Матчи Чанонго за сборную Танзании | Матчи Чанонго за сборную Танзании | Матчи Чанонго за сборную Танзании | Матчи Чанонго за сборную Танзании |
| --------------------------------- | --------------------------------- | --------------------------------- | --------------------------------- | --------------------------------- | --------------------------------- |
| №                                 | Дата                              | Соперник                          | Счёт                              | Голы Чанонго                      | Соревнование                      |
| 1                                 | 2 июня 2013                       | Судан                             | 0:0                               | —                                 | Товарищеский матч                 |
| 2                                 | 7 сентября 2013                   | Гамбия                            | 0:2                               | —                                 | Квалификация на ЧМ 2014           |
| 3                                 | 28 ноября 2013                    | Замбия                            | 1:1                               | —                                 | Кубок КЕСАФА 2013                 |
| 4                                 | 1 декабря 2013                    | Сомали                            | 1:0                               | 1                                 | Кубок КЕСАФА 2013                 |
| 5                                 | 4 декабря 2013                    | Бурунди                           | 1:0                               | —                                 | Кубок КЕСАФА 2013                 |
| 6                                 | 12 декабря 2013                   | Замбия                            | 1:1 (5:6 п.)                      | —                                 | Кубок КЕСАФА 2013                 |
| 7                                 | 5 марта 2014                      | Намибия                           | 1:1                               | —                                 | Товарищеский матч                 |
| 8                                 | 26 апреля 2014                    | Бурунди                           | 0:3                               | —                                 | Товарищеский матч                 |
| 9                                 | 4 мая 2014                        | Малави                            | 0:0                               | —                                 | Товарищеский матч                 |
| 10                                | 18 мая 2014                       | Зимбабве                          | 1:0                               | —                                 | Квалификация на КАН 2015          |
| 11                                | 27 мая 2014                       | Малави                            | 1:0                               | —                                 | Товарищеский матч                 |
| 12                                | 1 июля 2014                       | Ботсвана                          | 2:4                               | —                                 | Товарищеский матч                 |
| 13                                | 20 июля 2014                      | Мозамбик                          | 2:2                               | —                                 | Квалификация на КАН 2015          |
| 14                                | 7 сентября 2014                   | Бурунди                           | 0:2                               | —                                 | Товарищеский матч                 |
| 15                                | 12 октября 2014                   | Бенин                             | 4:1                               | —                                 | Товарищеский матч                 |
| 16                                | 29 марта 2015                     | Малави                            | 1:1                               | —                                 | Товарищеский матч                 |

Итого: 16 матчей / 1 гол; 5 побед, 6 ничей, 5 поражений.

## Достижения

### «Мтибва Шугар»
- Обладатель Кубка Танзании: 2017/18